# Operazione modulo
Tra i numeri interi è definita la funzione modulo, indicato con {\displaystyle \operatorname {mod} }, che dà come risultato il resto della divisione euclidea del primo numero per il secondo. Cioè dati {\displaystyle a,b\in \mathbb {Z} }, con {\displaystyle b\neq 0} allora {\displaystyle a{\bmod {b}}} dà come risultato il resto della divisione euclidea {\displaystyle {\frac {a}{b}}}.
Per esempio, si ha {\displaystyle 13{\bmod {3}}=1}, perché {\displaystyle \lfloor 13/3\rfloor =4,} quindi {\displaystyle 13-(3\cdot 4)=1} e dunque il resto è {\displaystyle 1}.
Se {\displaystyle b>a,} allora {\displaystyle a{\bmod {b}}=a}.
Ad esempio {\displaystyle 3{\bmod {7}}=3}, perché {\displaystyle \lfloor 3/7\rfloor =0,} quindi {\displaystyle 3-(7\cdot 0)=3} e dunque il resto è proprio {\displaystyle 3}.
In lingua italiana viene definito modulo anche il valore assoluto, pur non avendo legami con il resto di una divisione.

## Informatica
Nella maggior parte dei linguaggi di programmazione l'operatore corrispondente è % o mod.